# Arthur Goldberg
Arthur Joseph Goldberg (Illinois, 8 de agosto de 1908 - Washington D. C, 19 de enero de 1990) fue un estadista, político y jurista estadounidense de origen judío que se desempeñó como el noveno Secretario de Trabajo de los Estados Unidos, un Juez Asociado de la Corte Suprema de los Estados Unidos y el sexto Embajador de los Estados Unidos ante las Naciones Unidas.
Nacido en Chicago, Illinois, Goldberg se graduó de la Facultad de Derecho de la Universidad Northwestern en 1930. Se convirtió en un destacado abogado laboral y ayudó a organizar la fusión de la Federación Estadounidense de Trabajo y el Congreso de Organizaciones Industriales (COI). Durante la Segunda Guerra Mundial, sirvió en la Oficina de Servicios Estratégicos, y organizó la resistencia europea al Tercer Reich. En 1961, el presidente John F. Kennedy nombró a Goldberg como Secretario de Trabajo.
En 1962, Kennedy nominó con éxito a Goldberg a la Corte Suprema para cubrir una vacante causada por la jubilación de Felix Frankfurter. Goldberg se alineó con el bloque liberal de jueces y escribió la opinión mayoritaria en Escobedov. Illinois. En 1965, Goldberg renunció a su cargo para aceptar el nombramiento del presidente Lyndon B. Johnson como embajador ante las Naciones Unidas. En ese cargo, ayudó a redactar la Resolución 242 de la ONU después de la Guerra de los Seis Días. Se postuló para el cargo de gobernador de Nueva York en 1970, pero fue derrotado por Nelson Rockefeller. Después de su derrota, se desempeñó como presidente del Comité Judío Estadounidense y continuó practicando derecho.

## Primeros años
Goldberg nació y creció en el West Side de Chicago. Fue el menor de ocho hijos de Rebecca Perlstein y Joseph Goldberg, inmigrantes judíos del Imperio ruso. Su línea paterna se derivó de un Shtetl llamado Zenkhov, en Ucrania. El padre de Goldberg, un vendedor ambulante de productos agrícolas, murió en 1916, lo que obligó a los hermanos de Goldberg a abandonar la escuela e ir a trabajar para mantener a la familia. Como el niño más pequeño, Goldberg pudo continuar la escuela y se graduó de Harrison Technical High School a la edad de 16 años. A partir de entonces, Goldberg trabajó en Crane Junior College de los Colegios Comunitarios de Chicago y la Universidad DePaul antes de obtener los títulos BSL (magna cum laude; 1929) y JD (1930) de la Universidad del Noroeste.
El interés de Goldberg en la ley fue provocado por el juicio por asesinato observado en 1924 de Leopold y Loeb, dos jóvenes de Chicago ricos que se salvaron de la pena de muerte con la ayuda de su abogado de alta potencia de defensa, Clarence Darrow. Goldberg más tarde señaló el caso como inspiración para su oposición a la pena de muerte en el banquillo, ya que había visto cómo la desigualdad del estatus social podría conducir a una aplicación injusta de la pena de muerte.
En 1931, Goldberg se casó con Dorothy Kargans. Tuvieron una hija, Barbara Goldberg Cramer, y un hijo, Robert M. Goldberg (abogado en Anchorage, Alaska). Fue el tío de Barry Goldberg.

## Segunda Guerra Mundial
Durante la Segunda Guerra Mundial, Goldberg fue miembro del Ejército de los Estados Unidos, donde sirvió como capitán y luego como comandante. También sirvió en un grupo de espionaje operado por la Oficina de Servicios Estratégicos (OSE), el precursor de la CIA, sirviendo como jefe de la Mesa de Trabajo, una división autónoma de la agencia de inteligencia estadounidense que se encargó de la tarea de cultivar contactos y redes dentro del movimiento laboral clandestino europeo durante la Segunda Guerra Mundial. La Agencia Telegráfica Judía declaró: "El archivo de Goldberg señala que, como civil y miembro del Ejército, supervisó una sección en la Rama de Inteligencia Secreta de OSE para mantener el contacto con grupos laborales y organizaciones consideradas como elementos potenciales de resistencia en el territorio ocupado por el enemigo. y países enemigos. Organizó a los trabajadores de transporte europeos antinazis en una extensa red de inteligencia."

## Abogado laboral
Goldberg se convirtió en un destacado abogado laboralista, representando a los trabajadores en huelga de los periódicos de Chicago en nombre del Congreso de Organizaciones Industriales (COI) en 1938. Nombrado abogado general del COI en 1948 para suceder a Lee Pressman, Goldberg se desempeñó como negociador y principal asesor legal en la fusión de la Federación Estadounidense del Trabajo y el COI en 1955. Goldberg también se desempeñó como asesor general de Trabajadores Siderúrgicos Unidos.

## Administración Kennedy
Goldberg era en este momento una figura prominente en el Partido Demócrata y en la política sindical. El presidente John F. Kennedy nombró a Goldberg para dos cargos. El primero fue el Secretario de Trabajo de los Estados Unidos, donde sirvió de 1961 a 1962. Como secretario, se desempeñó como mentor del joven Daniel Patrick Moynihan. El segundo fue como juez asociado de la Corte Suprema de los Estados Unidos, reemplazando a Felix Frankfurter, quien se había retirado por problemas de salud.
De 1961 a 1962, Goldberg también fue miembro del Consejo de Relaciones Exteriores.

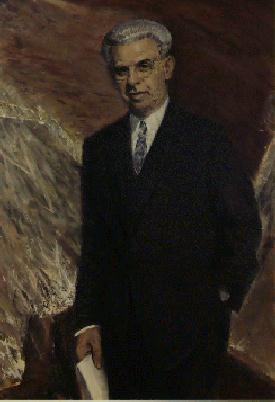
El retrato oficial de Arthur J. Goldberg cuelga en el Departamento de Trabajo.

A 2019, Goldberg es el último juez de la Corte Suprema que ha servido en el Gabinete de los Estados Unidos.

## Corte Suprema
A pesar de su corto tiempo en el banco, Goldberg desempeñó un papel significativo en la Corte de la jurisprudencia, ya que sus puntos de vista liberales sobre preguntas constitucionales cambiaron el equilibrio de la Corte hacia una construcción más amplia de los derechos constitucionales. Su opinión más conocida vino en la concurrencia de Griswold v. Connecticut (1965), cuando argumentó que la Novena Enmienda apoyaba la existencia de un derecho de privacidad no enumerado. Arguyó que para determinar si un derecho es un derecho fundamental, el tribunal debe analizar si el derecho involucrado es de tal carácter que no se puede negar sin violar los principios fundamentales de libertad y justicia que se encuentran en la base de todos nuestros derechos civiles e instituciones políticas.
Quizás el movimiento más influyente de Goldberg en la corte implicó la pena de muerte. Goldberg argumentó en un memorando interno de la Corte Suprema de 1963 que la imposición de la pena de muerte fue condenada por la comunidad internacional y debería considerarse como un "Castigo cruel e inusual", en contravención de la Octava Enmienda. Buscando apoyo en esta posición de otros dos jueces (William J. Brennan y William O. Douglas), Goldberg publicó una opinión disidente de la negativa de la corte de certiorari en un caso, Rudolph v. Alabama, que implica la imposición de la pena de muerte por violación, en la que Goldberg citó el hecho de que solo cinco naciones que respondieron a una encuesta de la ONU indicaron que permitían la imposición de la pena de muerte por violación, incluidos los EE. UU., y que 33 estados en los EE. UU. habían prohibido la práctica.
La disidencia de Goldberg envió una señal a los abogados de todo el país para cuestionar la constitucionalidad de la pena capital en las apelaciones. Como resultado de la afluencia de apelaciones, la pena de muerte efectivamente dejó de existir en los Estados Unidos por el resto de los años 1960 y 1970, y la Corte Suprema consideró el tema en el caso de 1972 de Furman v. Georgia, donde los jueces, en una decisión de 5 a 4, suspendieron efectivamente las leyes de pena de muerte de los estados de todo el país debido a la imposición caprichosa de la pena. Esa decisión sería revisitada en Gregg v. Georgia, cuando los jueces votaron para permitir la pena de muerte en algunas circunstancias; Sin embargo, la pena de muerte por violación de una mujer adulta víctima se anularía en 1977 en Coker v. Georgia. En 2008, la pena de muerte por violación de niños fue declarada inconstitucional por una decisión de 5 a 4 (Kennedy v. Louisiana).
Durante su mandato en la Corte Suprema, uno de sus secretarios fue el futuro juez asociado Stephen Breyer, que ocupa el puesto que una vez ocupó Goldberg. Otro fue el destacado profesor de derecho penal Alan Dershowitz. 
Goldberg renunció a la Corte Suprema para convertirse en el embajador de Estados Unidos en la ONU, en lo que Lyndon Johnson describió como una medida calculada para que Johnson nombrara a su viejo amigo Abe Fortas para el asiento de Goldberg (que algunos en ese momento llamaron " Asiento judío" en la Corte).

## Embajador de la ONU

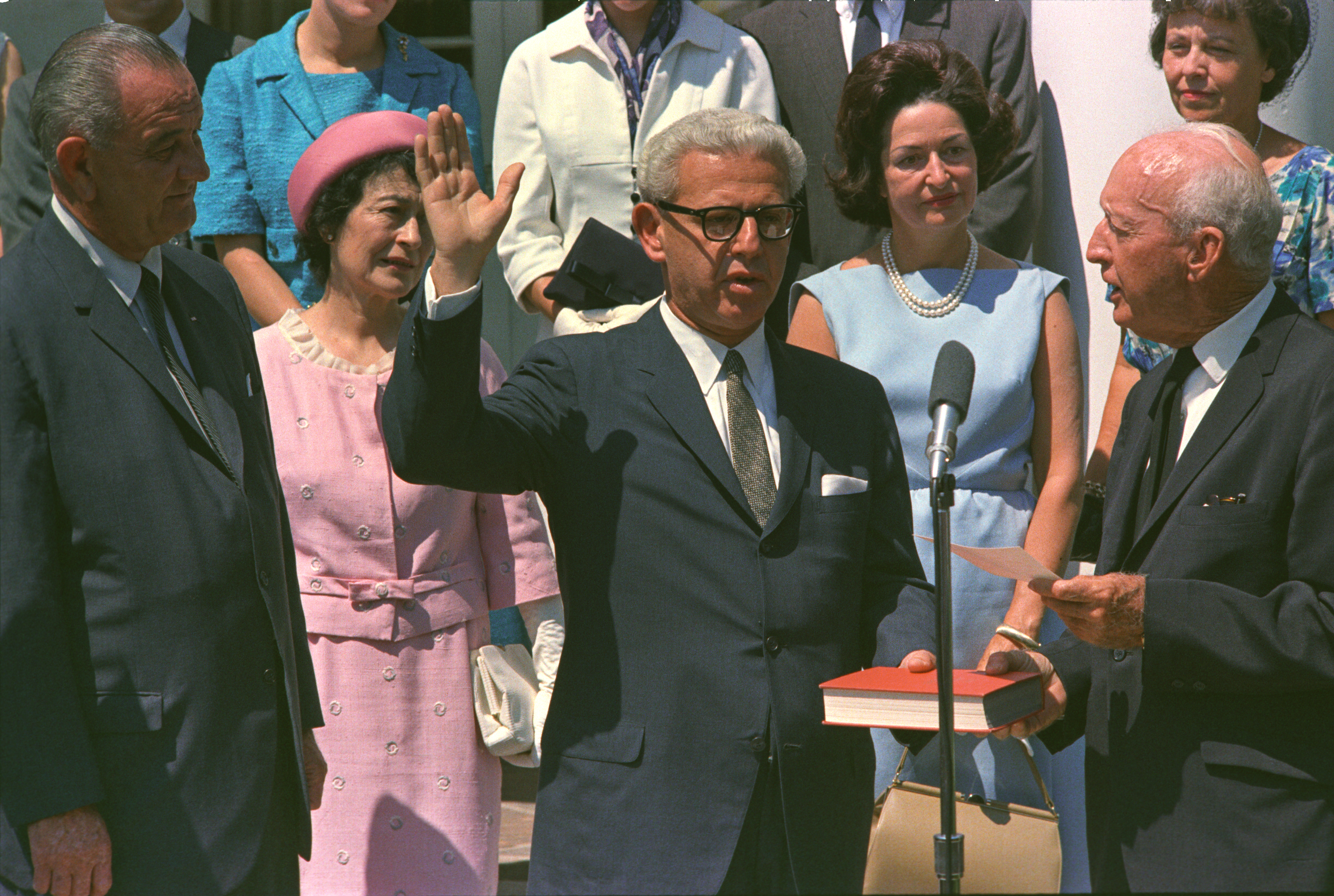
Goldberg juró como embajador de la ONU por el juez Hugo Black, 26 de julio de 1965. Lyndon Johnson (izquierda) observa.

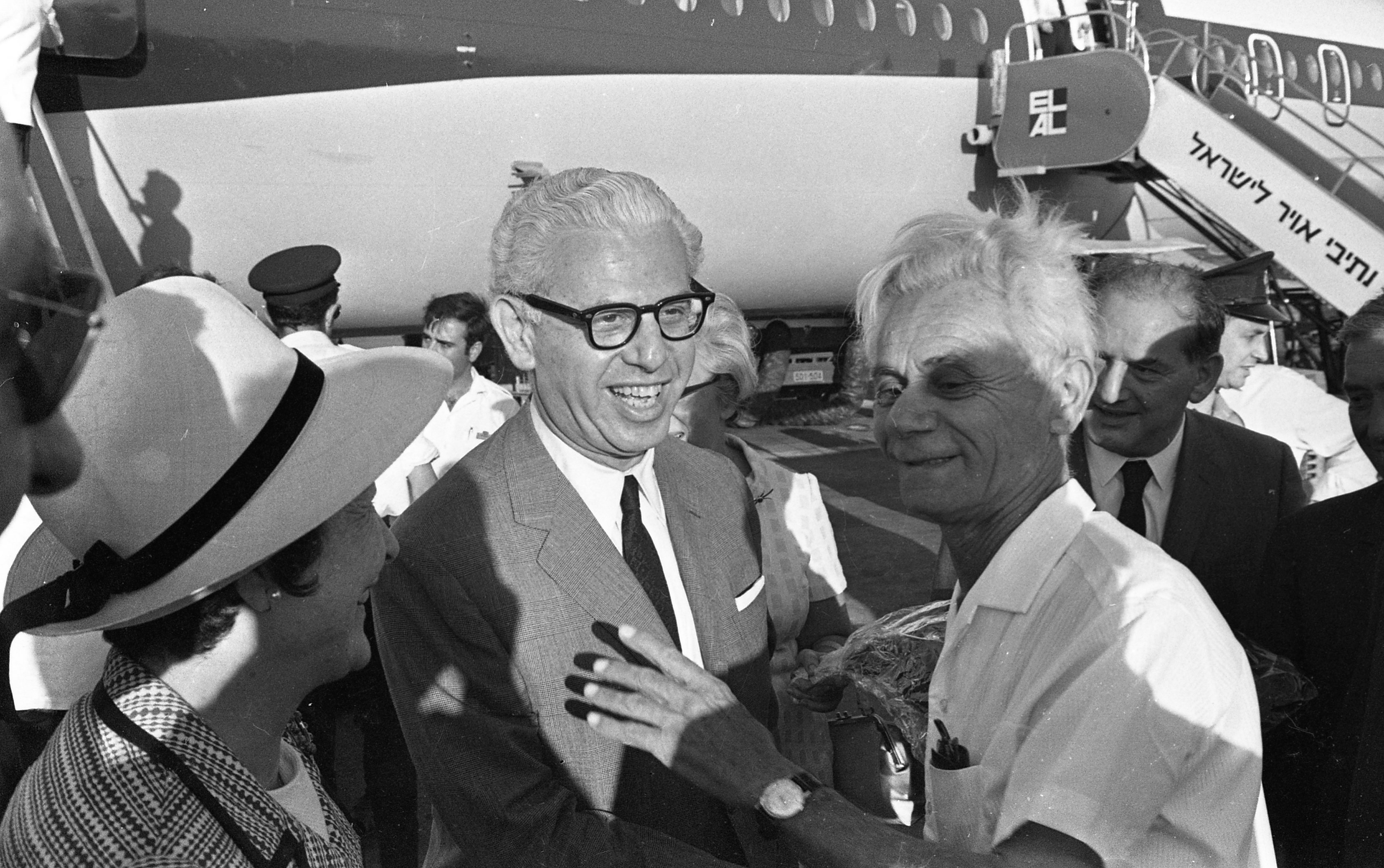
Arthur Goldberg llega a Israel como asesor de los Estados Unidos 1969

En 1965, Goldberg fue persuadido por Johnson para que renunciara a su asiento en la corte para reemplazar al recientemente fallecido Adlai Stevenson II como Embajador ante las Naciones Unidas. Johnson quería nombrar a su amigo, Abe Fortas, a la corte. Si alguna de sus reformas de la Gran Sociedad fuera considerada inconstitucional por el Tribunal, pensó que Fortas lo notificaría por adelantado. Goldberg había rechazado una oferta anterior para dejar su puesto de Secretario de Salud, Educación y Bienestar. Sin embargo, tomó la oferta de Johnson de la embajada de la ONU cuando Johnson lo discutió con él en Air Force One a Illinois para el entierro de Stevenson.
Goldberg escribió en sus memorias que renunció para influir en el mantenimiento de la paz en Vietnam y que después de que la crisis hubiera pasado, esperaba que Johnson lo reemplace en la Corte Suprema. También dijo: "Tenía una opinión exagerada de mis capacidades. Pensé que podría persuadir a Johnson de que estábamos peleando la guerra equivocada en el lugar equivocado [y] para salir". : 348–351 
David Stebenne, biógrafo de Goldberg, agrega: "Muchos observadores, entonces y más tarde, encontraron esta respuesta difícil de aceptar". Sugiere, "Johnson debe haber tenido alguna influencia sobre Goldberg que lo indujo [a renunciar a la Corte Suprema]". Time informó en 1962 que Johnson sabía que para una fiesta en honor de Johnson ese año, un asistente de Goldberg, Jerry Holleman, solicitó contribuciones de los partidarios adinerados de Johnson, incluido Billie Sol Estes. Holleman aceptó la responsabilidad y no hubo conciencia pública de la participación de Goldberg y Johnson.

Johnson dijo de la decisión de Goldberg en sus cintas de audio lanzadas más tarde: 
 Goldberg podría responder a los rusos... de manera muy efectiva... Tiene una cara de bulldog, y creo que esta cosa judía se llevaría a The New York Times, toda esta multitud que me da el infierno todo el tiempo, y los desarmará. Y todavía tengo un hombre Johnson. Siempre pensé que Goldberg era el hombre más capaz del gabinete de Kennedy, y que era el mejor hombre para nosotros... Goldberg vendió plátanos, ya sabes... Es algo así como yo... Se ha lustrado algunos zapatos en su día y ha vendido periódicos, y ha tenido que sacarlo... 

## Resolución 242
En 1967, Goldberg fue un redactor clave de la Resolución 242, que siguió a la Guerra de los Seis Días de 1967 entre Israel y los Estados árabes. Si bien la interpretación de esa resolución se volvió controvertida posteriormente, Goldberg fue muy claro en que la resolución no obliga a Israel a retirarse de todos los territorios capturados. Él declaró que:
 Las omisiones notables en el lenguaje utilizado para referirse a la retirada son las palabras las líneas todo y 5 de junio de 1967. Me refiero al texto en inglés de la resolución. Los textos francés y soviético difieren del inglés a este respecto, pero el texto en inglés fue votado por el Consejo de Seguridad y, por lo tanto, es determinante. En otras palabras, falta una declaración que requiera que Israel se retire de (o de todos) los territorios ocupados por él a partir del 5 de junio de 1967. En cambio, la resolución estipula la retirada de los territorios ocupados sin definir el alcance de la retirada. Y se puede inferir de la incorporación de las palabras límites seguros y reconocidos que los ajustes territoriales que deben hacer las partes en sus asentamientos de paz podrían abarcar menos que una retirada completa de las fuerzas israelíes de los territorios ocupados [cursiva por Goldberg]. 
 El papel de Goldberg como embajador de la ONU durante la Guerra de los Seis Días puede haber sido la razón por la cual Sirhan Sirhan, el asesino de Robert F. Kennedy, también quería asesinar a Goldberg.

## Carrera posterior y muerte

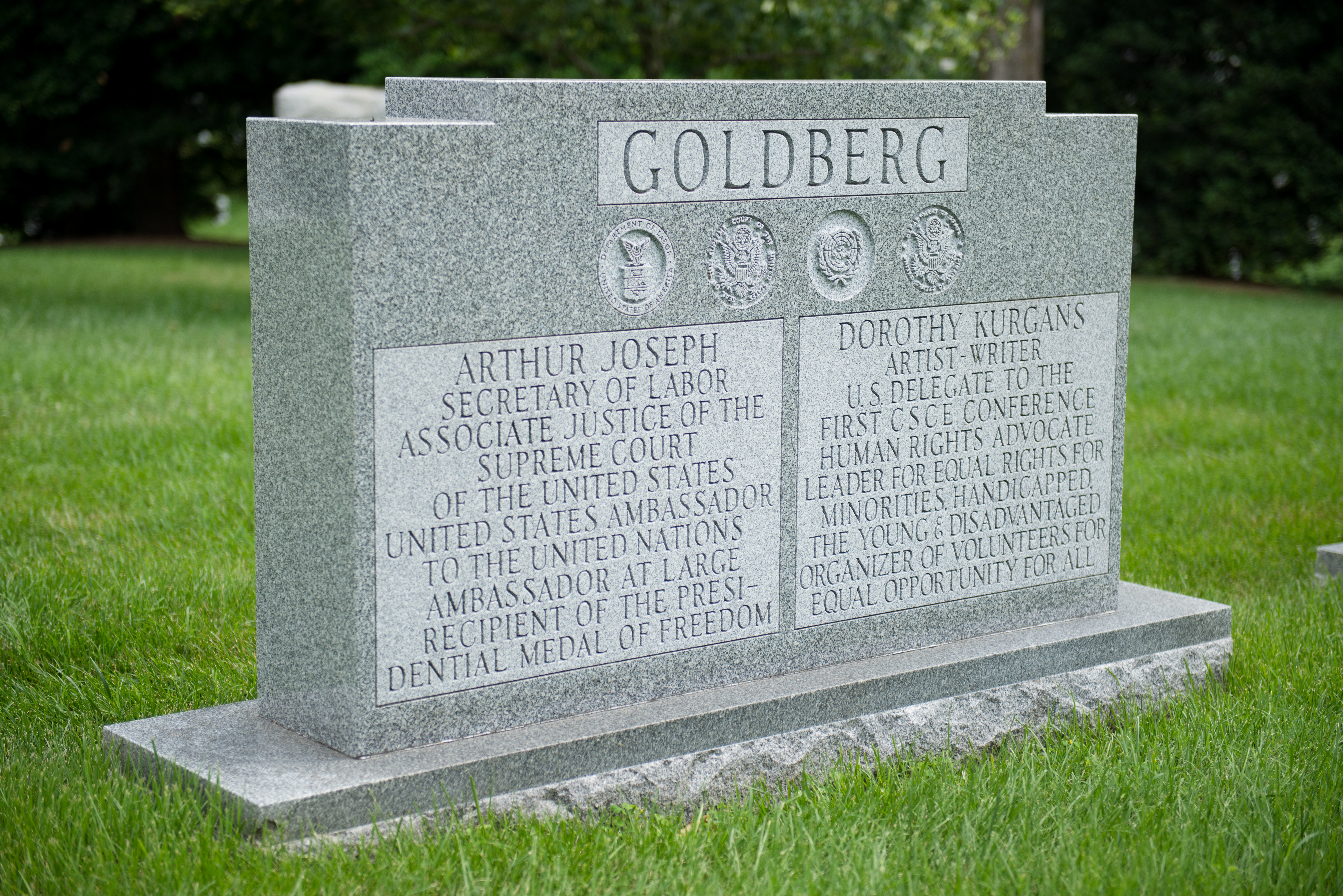
Tumba de la justicia Arthur J. Goldberg.

Frustrado con la guerra en Vietnam, Goldberg renunció a la embajada en 1968 y aceptó una asociación de alto nivel con el bufete de abogados de Nueva York Paul, Weiss, Rifkind, Wharton y Garrison. Deseando regresar al banco, Goldberg luego afirmó que era la preferencia de Earl Warren para sucederlo cuando el presidente del tribunal anunció su retiro en 1968, pero el presidente Johnson seleccionó a Abe Fortas. Después de que la nominación de Fortas fue retirada ante la oposición del Senado, Johnson consideró brevemente nombrar al presidente del tribunal de justicia de Goldberg como un nombramiento de receso antes de descartar la idea. : 373  El 15 de octubre de 1969, Goldberg fue un orador destacado en la Moratoria para poner fin a la guerra en Vietnam.: 599 
Con la perspectiva de un regreso a la Corte Suprema cerrada para él por la elección de Richard Nixon, Goldberg contempló una carrera para un cargo electo. Inicialmente considerando un desafío a la reelección de Charles Goodell al Senado de los Estados Unidos, decidió competir contra el gobernador de Nueva York, Nelson Rockefeller, en 1970. Aunque el exjuez inicialmente votó bien, una primaria impugnada y las habilidades pobres de Goldberg como activista, junto con las formidables ventajas de Rockefeller, resultaron en un margen de victoria de 700.000 votos para el republicano en ejercicio. : 375–8 
Después de su derrota, Goldberg regresó a la práctica legal en Washington D. C., y se desempeñó como Presidente del Comité Judío Estadounidense. En 1972, Goldberg regresó a la Corte Suprema como abogado, representando a Curt Flood en Flood v. Kuhn Un observador se refirió a su argumento oral como "uno de los peores argumentos que he escuchado, por uno de los hombres más inteligentes que he conocido..." Bajo la presidencia de Jimmy Carter, Goldberg se desempeñó como embajador de los Estados Unidos en la Conferencia de Derechos Humanos de Belgrado en 1977, y recibió la Medalla Presidencial de la Libertad en 1978.
Una vez más, Goldberg fue miembro del Consejo de Relaciones Exteriores desde 1966 hasta 1989.
Goldberg murió en 1990. Como exmiembro del Ejército de los EE. UU. fue enterrado en el Cementerio Nacional de Arlington en Virginia.

## La Asociación Internacional de Abogados y Juristas Judíos (IAJLJ)
Arthur Goldberg, junto con el juez de la Corte Suprema Haim Cohn de Israel y el premio Nobel René Cassin, fundaron la Asociación Internacional de Abogados y Juristas Judíos (International Association of Jewish Lawyers and Jurists , IAJLJ) en 1969. 
El IAJLJ trabaja para promover los derechos humanos en todas partes. Lo hace a través de la prevención de crímenes de guerra, el castigo de criminales de guerra, la prohibición de armas de destrucción masiva y la cooperación internacional basada en el estado de derecho, así como la implementación justa de convenios y convenios internacionales. El IAJLJ está especialmente comprometido con los temas que están en la agenda del pueblo judío y trabaja para combatir el racismo, la xenofobia, el antisemitismo, la negación del Holocausto y la negación del Estado de Israel.